# Deelstaten van Duitsland

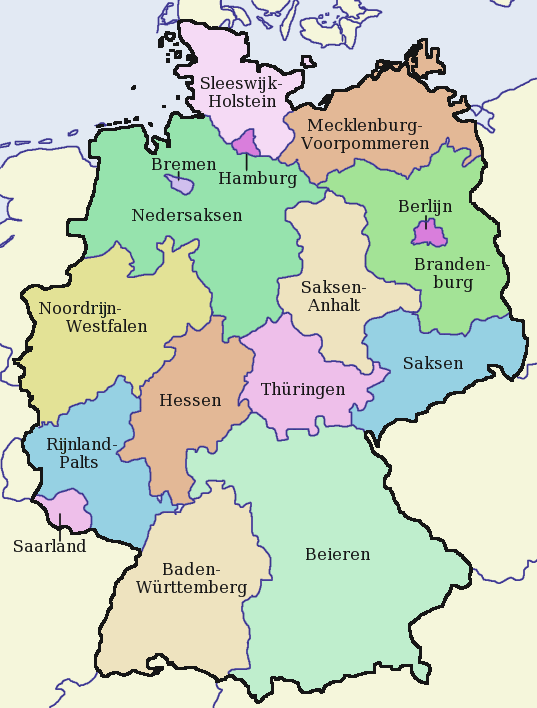
De zestien deelstaten van Duitsland

De deelstaten van Duitsland (Duits: Länder of Bundesländer) zijn de zestien deelstaten van de Bondsrepubliek Duitsland. Ze hebben eigen grondwetten, parlementen en regeringen. Anders dan in niet-federalistische landen hebben de deelstaten in Duitsland veel lokale bevoegdheden. Ze hebben ook invloed op de federale bestuurslaag: de Bondsraad, die de deelstaatregeringen vertegenwoordigt en meebeslist over veel federale wetten.
Er is geen stuk van Duitsland dat niet bij een deelstaat hoort; ieder stuk van het grondgebied van de Bondsrepubliek maakt deel uit van een van de deelstaten. Met Bundesgebiet (federaal gebied) wordt geheel Duitsland aangeduid en niet een deelstaatloos gebied dat direct door de federale overheid wordt bestuurd. De grenzen van een deelstaat kunnen alleen via een plebisciet worden veranderd. Noordrijn-Westfalen telt de meeste inwoners, qua oppervlakte is Beieren het grootst. 

## Benamingen

Verticale bestuursstructuur in Duitsland: Bund, Länder und Gemeinden

De Duitse Grondwet van 1949 noemt de deelstaten Land (meervoud: Länder). Gebruikelijker is echter de term Bundesland omdat Land een algemeen woord is en ook een nationale staat zoals Suriname of Luxemburg kan aanduiden. De Nederlandstalige term landelijk zou in Duitsland misverstanden kunnen oproepen: wanneer men aan geheel Duitsland denkt is dan bundesweit (federaal, in het gebied van de federatie) de gebruikelijke aanduiding.
De meeste deelstaten noemen zich Land (bijvoorbeeld das Land Schleswig-Holstein), maar Beieren, Saksen en Thüringen gebruiken de term Freistaat, een oud woord voor 'republiek'. Het parlement van een deelstaat heet meestal Landtag. De deelstaatregering heet Landesregierung of (in Beieren en Saksen) Staatsregierung en haar voorzitter Ministerpräsident. De ministers heten Minister of Staatsminister. Vaak zegt men, afhankelijk van de context, Landesminister om het verschil met de federale minister aan te duiden, om dus de Bundesinnenminister (federale minister van binnenlandse zaken) van een Landesinnenminister te onderscheiden.
Sommige deelstaten worden Bindestrich-Länder (koppelteken-landen) genoemd omdat hun naam op een samenvoeging van oudere landen wijst. Voorbeelden zijn Baden-Württemberg en Saksen-Anhalt. Dat betekent echter niet dat er niet nog andere, niet genoemde landsdelen zijn. Ook andere landen zijn vaak het product van historische samenvoegingen, zo bestaat Beieren uit Oudbeieren, Franken en een deel van Zwaben. Voor sommige landen zijn afkortingen ingeburgerd, vooral NRW voor Noordrijn-Westfalen, terwijl Hamburg als stad sowieso al een afkorting vanwege de autokentekens heeft: HH. Minder bekend is bijvoorbeeld BY voor Beieren (Bayern).
| Wapen | Land                                               | Opgericht / Bondsrepubliek | Stemmen in Bundesrat | Oppervlakte (km²) | Inwoners (miljoenen) | Inw. / km² | Hoofdstad                                     | Beschrijving |
| ----- | -------------------------------------------------- | -------------------------- | -------------------- | ----------------- | -------------------- | ---------- | --------------------------------------------- | --- |
|       | Baden-Württemberg                                  | 1952 / 1949                | 6                    | 35.751            | 11,070               | 310        | Stuttgart                                     | Gelegen in het zuidwesten met historisch vrij aparte dialecten is Baden-Württemberg bekend door automerken als Porsche en Daimler-Benz. |
|       | Beieren Bayern                                     | 1180 / 1949                | 6                    | 70.550            | 13,077               | 185        | München                                       | Beieren is de grootste deelstaat qua oppervlakte en heeft evenals Baden-Württemberg veel moderne industrie naast een belangrijke agrarische sector. De centrumrechtse CSU speelt ook een belangrijke rol op federaal niveau.                                            |
|       | Berlijn Berlin                                     | 1920 / 1990                | 4                    | 892               | 3,645                | 4.088      | geen; het raadhuis ligt in het district Mitte | Berlijn is sinds 1867/1871 de Duitse hoofdstad, toen als hoofdstad van Pruisen. Door de territoriale ontwikkelingen van Duitsland in de 20e eeuw ligt Berlijn nu minder centraal dan vroeger.                                                                           |
|       | Brandenburg                                        | 1157 / 1990                | 4                    | 29.654            | 2,611                | 85         | Potsdam                                       | Ooit een provincie van Pruisen werd (de rest van) Brandenburg na de Tweede Wereldoorlog, en opnieuw bij de Duitse hereniging in 1990, een Duitse deelstaat. Berlijn is een enclave in het centrum van Brandenburg.                                                      |
|       | Bremen                                             | 849 / 1949                 | 3                    | 419               | 0,681                | 1.624      | –                                             | Bremen is een oude Noord-Duitse hanzestad en bestaat uit de delen Bremen en Bremerhaven, dat wat verder van Bremen verwijderd ligt. |
|       | Hamburg                                            | 810 / 1949                 | 3                    | 755               | 1,841                | 2.430      | –                                             | Hamburg is net als Bremen een oude hanzestad; ze werd in 1937 sterk uitgebreid ten koste van Pruisen. De haven van Hamburg is de belangrijkste van Duitsland. |
|       | Hessen                                             | 1945 / 1949                | 5                    | 21.115            | 6,266                | 296        | Wiesbaden                                     | Hessen werd na 1945 samengevoegd uit oudere deelstaten. Van groot belang is de oude vrije rijksstad Frankfurt met haar luchthaven. |
|       | Mecklenburg- Voor-Pommeren Mecklenburg- Vorpommern | 1945 / 1990                | 3                    | 23.211            | 1,610                | 69         | Schwerin                                      | Mecklenburg-Voor-Pommeren werd na de Tweede Wereldoorlog samengevoegd uit de twee voormalige deelstaten met de naam Mecklenburg en het westelijke, bij Duitsland gebleven deel van de Pruisische provincie Pommeren. Rostock was de belangrijkste havenstad van de DDR. |
|       | Nedersaksen Niedersachsen                          | 1946 / 1949                | 6                    | 47.593            | 7,982                | 168        | Hannover                                      | Het grootste gedeelte van Nedersaksen hoorde vroeger bij de Pruisische provincie Hannover. Het is een meer agrarisch land, dat wel met Volkswagen (in Wolfsburg) een grote automobielproducent heeft.                                                                   |
|       | Noordrijn-Westfalen Nordrhein-Westfalen            | 1946 / 1949                | 6                    | 34.113            | 17,933               | 525        | Düsseldorf                                    | Dankzij het Ruhrgebied en de steden langs de Rijn, zoals Keulen, is Noordrijn-Westfalen met afstand de deelstaat met de grootste bevolking. |
|       | Rijnland-Palts Rheinland-Pfalz                     | 1946 / 1949                | 4                    | 19.853            | 4,085                | 205        | Mainz                                         | Rijnland-Palts verenigt het zuidelijke gedeelte van de oude Pruisische Rijnprovincie met de ooit Beierse Palts. |
|       | Saarland                                           | 1920 / 1957                | 3                    | 2.570             | 0,991                | 387        | Saarbrücken                                   | Saarland was vóór de Eerste Wereldoorlog een deel van de Rijnprovincie, met ligging aan de Franse grens. Vanwege de kolenmijnen was het gebied interessant voor het Franse expansionisme.                                                                               |
|       | Saksen Sachsen                                     | 929 / 1990                 | 4                    | 18.450            | 4,078                | 221        | Dresden                                       | Saksen was vóór de Tweede Wereldoorlog een van de rijkste en modernste deelstaten van Duitsland, maar werd later onderdeel van de DDR. |
|       | Saksen-Anhalt Sachsen-Anhalt                       | 1945 / 1990                | 4                    | 20.452            | 2,208                | 108        | Maagdenburg Magdeburg                         | Het grootste gedeelte van deze deelstaat hoorde bij de oude Pruisische provincie Saksen. |
|       | Sleeswijk-Holstein Schleswig-Holstein              | 1867 / 1949                | 4                    | 15.800            | 2,897                | 182        | Kiel                                          | De noordelijkste deelstaat was voor 1864 gedeeltelijk Deens en kwam kort daarna geheel bij Pruisen. Het land tussen Noord- en Oostzee is weinig stedelijk. |
|       | Thüringen                                          | 1920 / 1990                | 4                    | 16.202            | 2,143                | 133        | Erfurt                                        | Pas in 1920 werd deze deelstaat uit vele verschillende landjes samengevoegd. Toen werd Weimar de hoofdstad. Thüringen, aan de rand van de voormalige DDR, ligt nu vrij centraal in Duitsland.                                                                           |

- Inwoneraantallen per 31-12-2018

### Symbolen

Vlag van Saarland

Vlag van Saksen

Vlag van Hamburg

De deelstaten hebben hun eigen symbolen zoals vlag en volkslied. Deze zijn gedeeltelijk veel ouder dan de Bondsrepubliek. In geheel Duitsland is bekend dat blauw en wit de kleuren van Beieren zijn, het paard is het wapendier van Nedersaksen en in Sleeswijk-Holstein wordt het lied Schleswig-Holstein meerumschlungen (1844) gekoesterd. Noordrijn-Westfalen bijvoorbeeld verenigt in zijn vlag het groen-wit van de Rijnprovincie met het rood-wit van Westfalen.
De vlaggen van Rijnland-Palts, Nedersaksen en Saarland hebben de kleuren van de federale vlag zwart-rood-goud, zij het met het wapen van de betreffende deelstaat. Rijnland-Palts wilde in 1948 op de democratische traditie van die kleuren wijzen en benadrukken dat het bij een op te richten Duitse staat hoorde; Nedersaksen koos in 1951 voor die kleuren omdat ze tegenover de enkele landsdelen van Nedersaksen neutraal waren; Saarland wilde in 1957 eveneens benadrukken dat het bij Duitsland hoorde.
Naast de officiële symbolen staan soms gebouwen of onderwerpen voor een bepaalde deelstaat. In het geval van Beieren zijn dat de Weißwurst en de Lederhose, alhoewel witte worsten en leren broeken, ook historisch gezien, niet alleen in Beieren voorkomen.

### Stadtstaaten
De deelstaten worden vaak ingedeeld in Flächenländer (Fläche: oppervlakte) en Stadtstaaten. De drie Stadtstaaten hebben echter dezelfde rechten en plichten als andere deelstaten. Stadtstaat zijn Berlijn, Hamburg en Bremen. De deelstaat Bremen bestaat, om precies te zijn, uit twee steden: Bremen en Bremerhaven.
Berlijn, tevens de Duitse hoofdstad, is volgens zijn grondwet ein deutsches Land und zugleich eine Stadt (een Duits land en tegelijk een stad). De minister-president is de Regierender Bürgermeister, het parlement het Abgeordnetenhaus. Het bijvoeglijk naamwoord Regierender wijst naar de situatie na de Tweede Wereldoorlog, toen er ook een Oberbürgermeister van Oost-Berlijn bestond.
Hamburg en Bremen noemen zich Hansestadt, om precies te zijn: Freie und Hansestadt Hamburg resp. Freie Hansestadt Bremen. Van de ooit ruim 200 steden die rechtstreeks of indirect bij de Hanze hoorden gebruiken ca. 20 de bijnaam Hansestadt; dit heeft verder geen staatsrechtelijke betekenis maar is meer in het verband van citymarketing te zien. De burgemeester van Hamburg is de Erster Bürgermeister en die van Bremen heeft de titel Präsident des Senats und Bürgermeister (kort ook Senatspräsident). De parlementen in deze twee deelstaten heten Bürgerschaft. De regeringen van Berlijn, Hamburg en Bremen heten Senat, een lid daarvan Senator.
Berlijn, Hamburg, Bremen en Bremerhaven zijn kreisfreie Städte en hebben geen gemeenten. Wel bestaan er Stadtbezirke (districten) zoals in vergelijkbare andere grote steden.

## Bevoegdheden

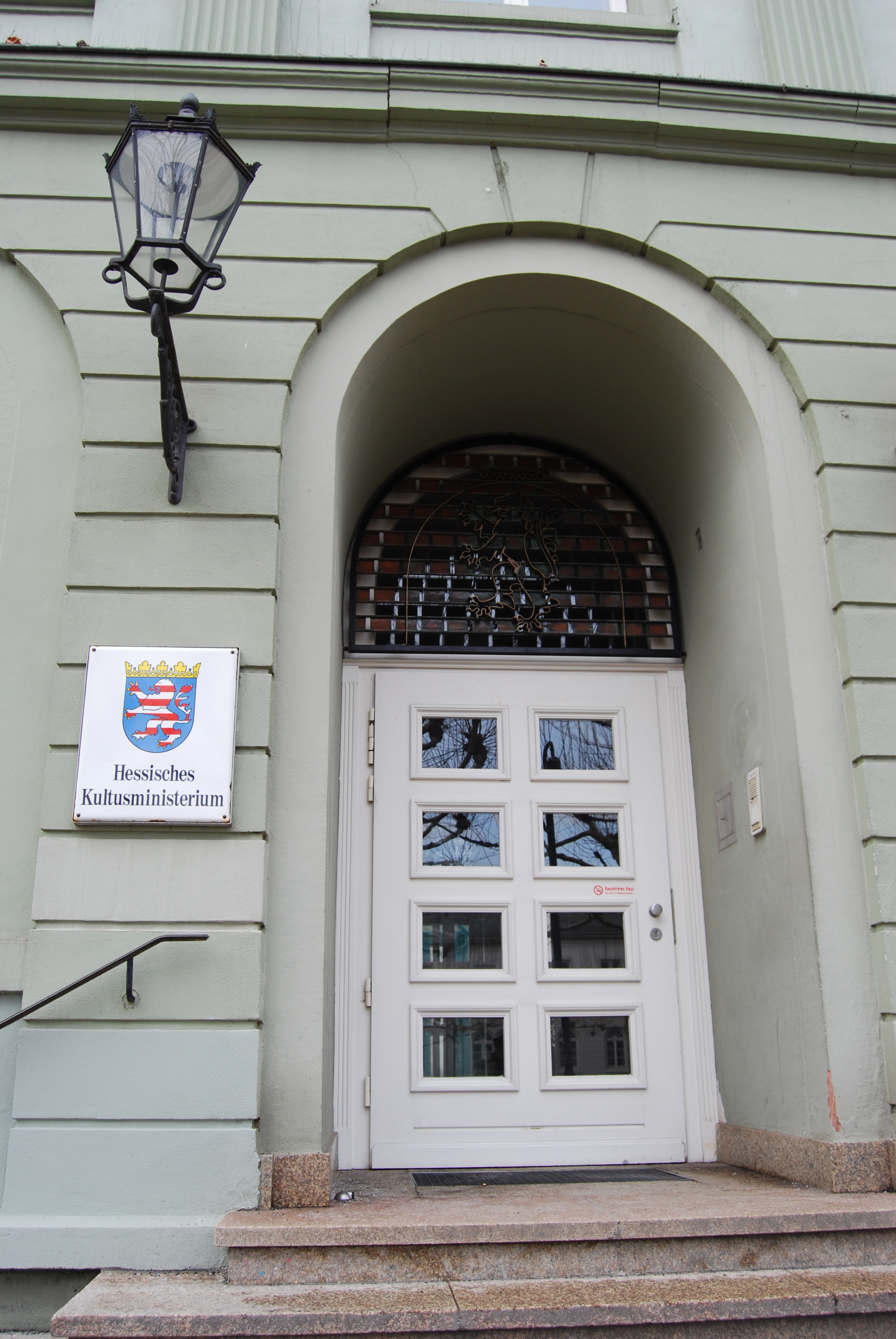
Het ministerie van onderwijs van de deelstaat Hessen

De overheidstaken in Duitsland zijn in principe zaak van de deelstaten – tenzij de Grondwet bepaalde taken aan het federaal niveau heeft opgedragen. Over een aantal zaken gaan Bond (vertegenwoordigd door de Bondsdag, het nationaal parlement) en deelstaten (vertegenwoordigd door de Bondsraad) samen. Er zijn dus drie soorten van wetgeving in Duitsland: uitsluitend federale wetgeving (bijvoorbeeld defensie, munt), gezamenlijke wetgeving (zogenoemde toestemmingswetten, bijvoorbeeld belastingen) en deelstaatwetgeving (bijvoorbeeld school en cultuur). Federale wetten hebben voorrang op deelstaatwetten: Bundesrecht bricht Landesrecht (art. 31 Grondwet).
Het onderwijs in Duitsland hoort tot de taken van de deelstaten, maar omdat al te grote verschillen binnen Duitsland onwenselijk zijn werken de deelstaten samen via de Kultusministerkonferenz, die bijvoorbeeld gezamenlijke standaards voor de einddiploma's bepaalt.

## Structuur
Een deelstaat heeft een parlement met één kamer (alleen Beieren had, tot 1999, een tweede kamer, de Senat). De regering wordt door het deelstaatparlement gekozen. Het hangt af van de grondwet van de enkele deelstaat, of het parlement bijvoorbeeld alleen de regeringsleider kiest, zoals in Saksen-Anhalt, of de gehele regering, zoals in Baden-Württemberg. Een lid van de deelstaatregering kan lid van het parlement zijn, maar dat is meestal niet verplicht. Een uitzondering is Noordrijn-Westfalen waar de grondwet bepaalt dat de minister-president lid van het parlement moet zijn. Vanwege het gebrek aan een eigen staatshoofd vervult de minister-president die functie; de beëdiging van de minister-president is normaliter taak van de voorzitter van het deelstaatparlement. Hoewel Duitsland op federaal niveau geen plebiscieten kent, bestaan ze op deelstaatniveau (en gemeenteniveau) meestal wel.
De territoriale structuur van een deelstaat kan heel verschillend zijn, hoewel er veel gelijkenissen zijn. De grote deelstaten Baden-Württemberg, Beieren, Hessen, Noordrijn-Westfalen en Saksen zijn onderverdeeld in Regierungsbezirke. De administraties van deze Bezirke horen bij de deelstaatregering. Onder het niveau van de Bezirke zijn dan de gemeenten (precies: Landkreise en kreisfreie Städte). Over de grenzen en rechten van de Bezirke en gemeenten beslist de deelstaat.
Een bijzonderheid van Noordrijn-Westfalen zijn de twee Landschaftsverbände, samenwerkingsverbanden van de gemeenten in Noordrijn en Westfalen-Lippe. Ze zijn een overblijfsel van de Provinzialverbände uit de Pruisische tijd.

## Positie in het federale systeem

### Deelstaten

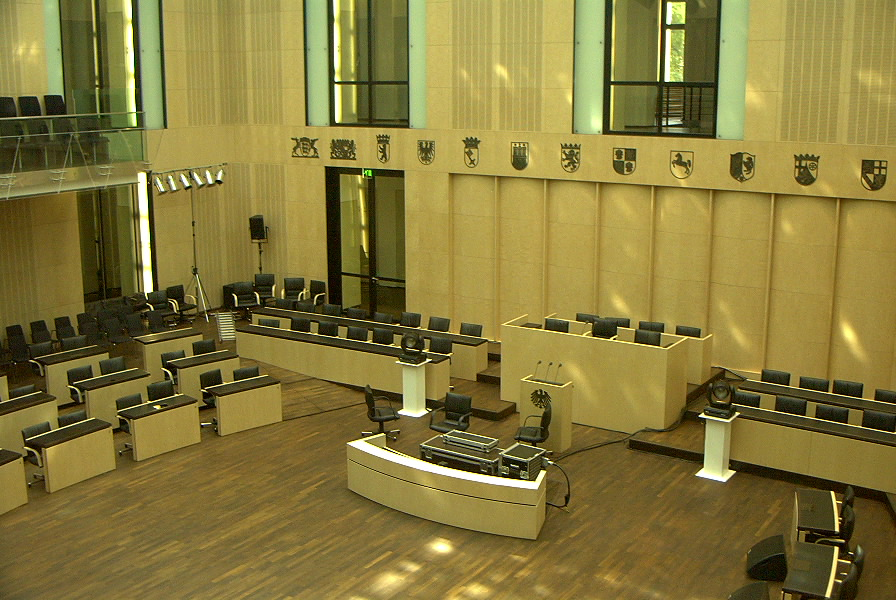
Plenaire zaal van de Bondsraad in Berlijn

De Duitse Grondwet bepaalt dat Duitsland uit deelstaten bestaat en dat deze ook per grondwetswijziging niet kunnen worden afgeschaft. Gebiedswijzigingen of fusies kunnen alleen plaatsvinden via referenda van de betrokken bevolkingen. De deelstaten hebben een eigen staatskarakter.
Via de Bondsraad zijn deelstaatregeringen automatisch betrokken bij de federale politiek. Een kanselier moet dus niet alleen een meerderheid in de Bondsdag (het federale parlement) voor zijn wetsvoorstellen vinden, maar ook in de Bondsraad, die over ca. 40 procent van de wetten mee beslist. Doordat de bondsraadstemmen door de deelstaatregeringen worden uitgebracht heeft een deelstaatverkiezing invloed op de federale politiek. De tijden van de deelstaatverkiezingen zijn niet op elkaar afgestemd, daarom wordt gezegd dat in Duitsland vrijwel permanent een verkiezingsstrijd woedt (in de praktijk ongeveer alle paar maanden). Daardoor wordt de federale politiek vaak vertraagd omdat de federale politici graag met een onpopulair onderwerp wachten tot ná de verkiezingen in een deelstaat.

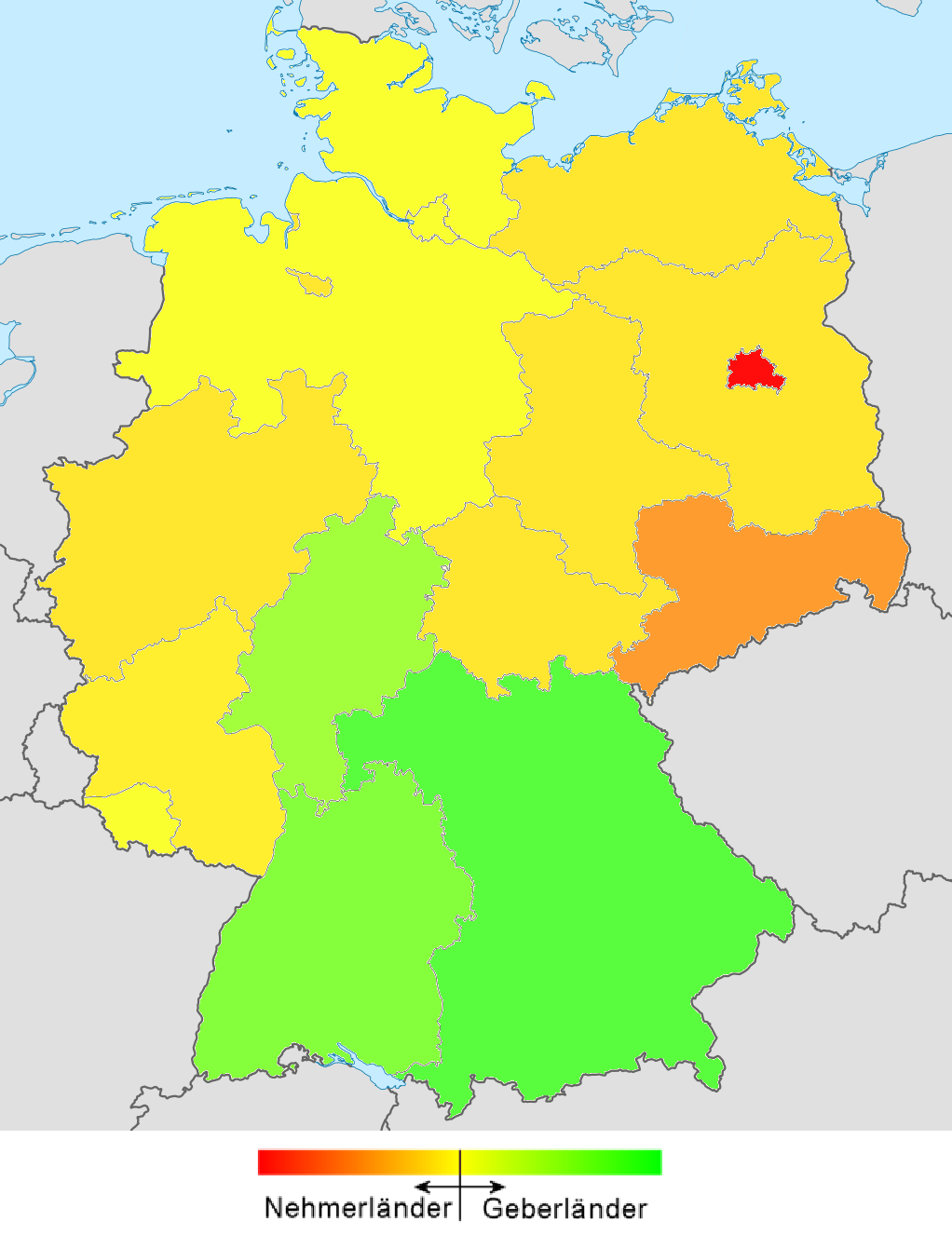
Länderfinanzausgleich: Gevende (groen) en nemende (rood) deelstaten, stand van 2012

Een deelstaat benoemt een aantal van zijn deelstaatsministers tot lid van de Bondsraad; de stemmen van één deelstaat kunnen alleen en bloc worden uitgebracht. Soms moeten twee partijen in een deelstaatsregering samenwerken, terwijl een van die partijen op federaal niveau in de oppositie zit. In zo'n geval stemt die deelstaat meestal neutraal. Een lid van de Bondsraad heeft spreekrecht in de Bondsdag.
De deelstaatverkiezingen hebben ook invloed op de verkiezing van de Bondspresident, het staatshoofd. De helft van de kiesmannen en kiesvrouwen in de Bondsvergadering wordt gekozen door de deelstaatparlementen. Bij het zoeken naar een kandidaat zijn ministers-presidenten minder vaak de natuurlijke keuze. De bondspresidenten Richard von Weizsäcker (West-Berlijn), Johannes Rau (Noordrijn-Westfalen) en Christian Wulff (Nedersaksen) waren eerder ministers-presidenten.
De federale Grondwet bepaalt dat alle Duitsers in principe onder dezelfde omstandigheden moeten kunnen leven. Om de verschillen qua rijkdom niet te groot te laten worden is er een Länderfinanzausgleich: De rijkere deelstaten moeten aan het eind van het jaar geld afstaan aan de armere. De Stadtstaaten krijgen vanwege hun demografische structuur meer geld dan Flächenländer. Verder betaalt de Bond aan armere deelstaten de Bundesergänzungszuweisungen. In de rijkere deelstaten is er veel kritiek op de Länderfinanzausgleich; er wordt gezegd dat vanwege de transferbetalingen de arme deelstaten geen motief hebben om spaarzamer te zijn. Het gaat echter maar om 1-2 procent van een deelstaatsbegroting; en 2011 werden ruim zeven miljard euro herverdeeld.
| Deelstaat                 | Inwoners   | Stemmen       | Inwoners per stem | Regerings- partijen | Volgende deelstaat- verkiezing |  |
| ------------------------- | ---------- | ------------- | ----------------- | ------------------- | ------------------------------ |  |
| Baden-Württemberg         | 11.023.425 | 6 █ █ █ █ █ █ | 1.837.238         | Grüne CDU           | 2026                           |  |
| Beieren                   | 12.997.204 | 6 █ █ █ █ █ █ | 2.166.201         | CSU Freie Wähler    | 2028                           |  |
| Berlijn                   | 3.613.495  | 4 █ █ █ █     | 903.374           | CDU SPD             | 2026                           |  |
| Brandenburg               | 2.504.040  | 4 █ █ █ █     | 626.010           | SPD BSW             | 2029                           |  |
| Bremen                    | 681.032    | 3 █ █ █       | 227.010           | SPD Grüne Linke     | 2027                           |  |
| Hamburg                   | 1.830.584  | 3 █ █ █       | 610.195           | SPD Grüne           | 2025                           |  |
| Hessen                    | 6.243.262  | 5 █ █ █ █ █   | 1.248.652         | CDU SPD             | 2028                           |  |
| Mecklenburg-Voor-Pommeren | 1.611.119  | 3 █ █ █       | 537.040           | SPD Linke           | 2026                           |  |
| Nedersaksen               | 7.962.775  | 6 █ █ █ █ █ █ | 1.327.129         | SPD Grüne           | 2027                           |  |
| Noordrijn-Westfalen       | 17.912.134 | 6 █ █ █ █ █ █ | 2.985.356         | CDU Grüne           | 2027                           |  |
| Rijnland-Palts            | 4.073.679  | 4 █ █ █ █     | 1.018.420         | SPD Grüne FDP       | 2026                           |  |
| Saarland                  | 994.187    | 3 █ █ █       | 331.396           | SPD                 | 2027                           |  |
| Saksen                    | 4.081.308  | 4 █ █ █ █     | 1.020.327         | CDU SPD             | 2029                           |  |
| Saksen-Anhalt             | 2.223.081  | 4 █ █ █ █     | 555.770           | CDU SPD FDP         | 2026                           |  |
| Sleeswijk-Holstein        | 2.889.821  | 4 █ █ █ █     | 722.455           | CDU Grüne           | 2027                           |  |
| Thüringen                 | 2.151.205  | 4 █ █ █ █     | 537.801           | CDU BSW SPD         | 2029                           |  |
| Totaal                    | 82.792.351 | 69            | 1.199.889         |                     |                                |  |

### Ministers-presidenten en partijpolitiek

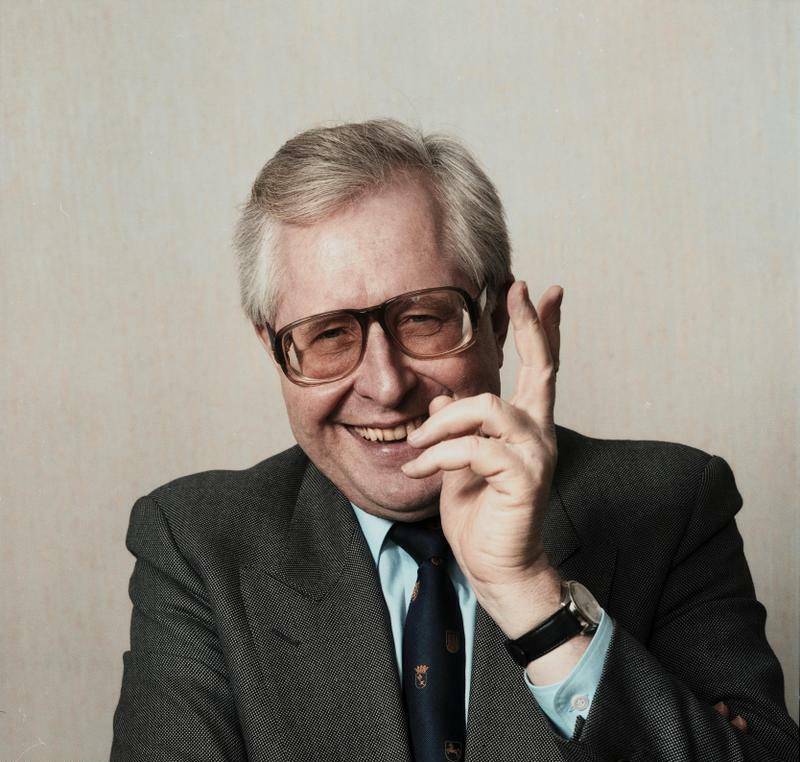
De christendemocraat Bernhard Vogel was de Rijnland-Paltse minister-president van 1976–1988 (als opvolger van Helmut Kohl) en de Thüringse van 1992–2003. Dit laatste is ongebruikelijk; een minister-president komt meestal uit zijn eigen deelstaat.

Vanwege hun rechten zijn de deelstaten echte partners en soms ook tegenstanders van het federaal niveau dat vaak als der Bund wordt aangeduid (zoals vóór 1945 das Reich). Men heeft het ook over Landesfürsten (deelstaatvorsten). Een minister-president kan alleen worden afgezet door het deelstaatparlement in kwestie, niet door de Bondsregering. Vaak vindt een politicus het interessanter om minister-president te zijn dan bondsminister. Daarom was het opzienbarend dat in 2018 Annegret Kramp-Karrenbauer haar veilige post in het Saarland verliet om de ondergeschikte rol van secretaris-generaal in haar partij in te nemen, de CDU.
Wanneer een grote oppositiepartij op zoek is naar een kandidaat om bondskanselier (federale regeringsleider) te worden, voor de Bondsdagverkiezingen, dan kijkt men meestal eerst naar de ministers-presidenten van die partij. De bondskanseliers Kurt Georg Kiesinger (Baden-Württemberg), Willy Brandt (West-Berlijn), Helmut Kohl (Rijnland-Palts), Gerhard Schröder (Nedersaksen) en Olaf Scholz (Hamburg) waren voormalige ministers-presidenten, zij het niet direct voordat ze bondskanselier werden. Met uitzondering van Kohl dienden ze eerst als jonge afgevaardigden in de Bondsdag en gingen vervolgens terug naar hun deelstaat om minister-president te worden. Schröder werd eerst oppositieleider en moest het minister-presidentschap nog veroveren. In de jaren 1961, 1965, 1969, 1976, 1980, 1987, 1990, 1994, 1998, 2002, 2013 en 2021 waren de kanselierskandidaten (die toen niet bondskanselier waren) ministers-presidenten of voormalige ministers-presidenten.
Bekende en belangrijke ministers-presidenten waren bijvoorbeeld Franz Josef Strauß (CSU) van Beieren (1978-1988) en Johannes Rau (SPD) van Noordrijn-Westfalen (1978-1998). De langstzittende minister-president was Peter Altmeier (CDU) die meer dan 21 jaar lang Rijnland-Palts regeerde. Bernhard Vogel (CDU) was de enige die minister-president van twee deelstaten was, in 1976-1988 van Rijnland-Palts en in 1992-2003 van Thüringen (samen zelfs 23 jaar). De eerste vrouwelijke minister-president was Heide Simonis van Sleeswijk-Holstein (1993-2005).

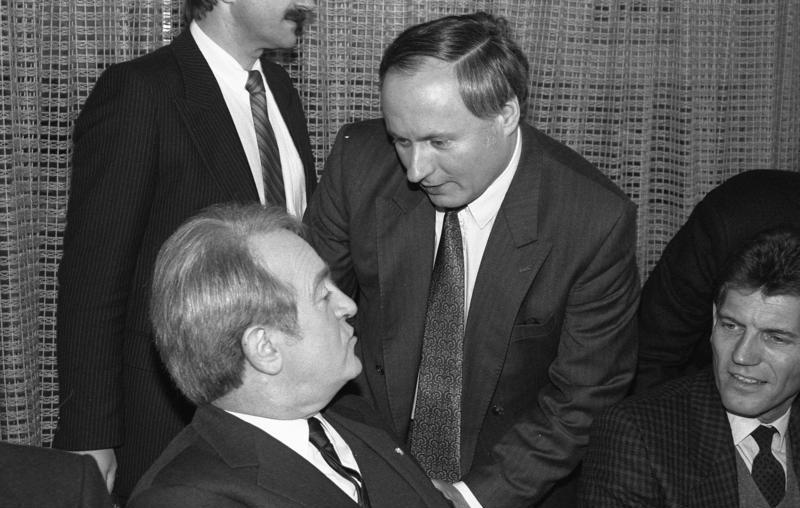
Twee SPD-ministers-presidenten in de jaren tachtig: Johannes Rau (Noordrijn-Westfalen, zittend) met de Saarlander Oskar Lafontaine. Hun samenwerking binnen de partij leidde in de jaren negentig tot het voorzitterschap van Lafontaine en het bondspresidentschap van Rau.

Voor een bondskanselier zijn goede verhoudingen met de ministers-presidenten, ook en vooral met die van zijn eigen partij, bijzonder belangrijk. Een minister-president kan de federale politiek via de Bondsraad dwarsbomen en is ook vaak de partijleider in zijn deelstaat. Daardoor heeft hij invloed op veel partijleden, en bij een federaal partijcongres zijn de afgevaardigden ingedeeld per deelstaat. De partijleiders uit Noordrijn-Westfalen (van bijna alle partijen) zijn bijzonder machtig omdat in deze deelstaat een vijfde van alle Duitsers wonen, waardoor op een federaal partijcongres de delegatie uit NRW meestal de met afstand grootste is. Bij sommige onderwerpen en vooral bij beslissingen over personen stemmen de delegaties vrij gesloten af. Toch is dit niet de enige binding op een partijcongres; Oskar Lafontaine was maar de SPD-minister-president van het kleine Saarland, maar als spreekbuis van de linkervleugel van zijn partij had hij grote invloed en werd uiteindelijk ook gekozen tot federale partijleider (1995-1999).

#### Huidige ministers-presidenten
| Deelstaat                  | Minister-president Ministerpräsiden | Minister-president Ministerpräsiden | Minister-president Ministerpräsiden | Begin Termijn    | Partij |
| -------------------------- | ----------------------------------- | ----------------------------------- | ----------------------------------- | ---------------- | ------ |
| Baden-Württemberg          |                                     | Winfried Kretschmann                | Winfried Kretschmann (1948)         | 12 mei 2011      | Grüne  |
| Beieren                    |                                     | Markus Söder                        | Markus Söder (1967)                 | 18 maart 2018    | CSU    |
| Berlijn                    |                                     | Kai Wegner                          | Kai Wegner (1972)                   | 27 april 2023    | CDU    |
| Brandenburg                |                                     | Dietmar Woidke                      | Dietmar Woidke (1961)               | 28 augustus 2013 | SPD    |
| Bremen                     |                                     | Andreas Bovenschulte                | Andreas Bovenschulte (1965)         | 15 augustus 2019 | SPD    |
| Hamburg                    |                                     | Peter Tschentscher                  | Peter Tschentscher (1966)           | 28 maart 2018    | SPD    |
| Hessen                     |                                     | Boris Rhein                         | Boris Rhein (1972)                  | 31 mei 2022      | CDU    |
| Mecklenburg- Voor-Pommeren |                                     | Manuela Schwesig                    | Manuela Schwesig (1974)             | 2 juni 2017      | SPD    |
| Nedersaksen                |                                     | Olaf Lies                           | Olaf Lies (1967)                    | 20 mei 2025      | SPD    |
| Noordrijn-Westfalen        |                                     | Hendrik Wüst                        | Hendrik Wüst (1975)                 | 27 oktober 2021  | CDU    |
| Rijnland-Palts             |                                     | Alexander Schweitzer                | Alexander Schweitzer (1973)         | 10 juli 2024     | SPD    |
| Saarland                   |                                     | Anke Rehlinger                      | Anke Rehlinger (1976)               | 25 april 2022    | SPD    |
| Saksen                     |                                     | Michael Kretschmer                  | Michael Kretschmer (1975)           | 13 december 2017 | CDU    |
| Saksen-Anhalt              |                                     | Reiner Haseloff                     | Reiner Haseloff (1954)              | 19 april 2011    | CDU    |
| Sleeswijk-Holstein         |                                     | Daniel Günther                      | Daniel Günther (1973)               | 28 juni 2017     | CDU    |
| Thüringen                  |                                     | Mario Voigt                         | Mario Voigt (1977)                  | 12 december 2024 | CDU    |

## Geschiedenis

### Deelstaten vóór 1945

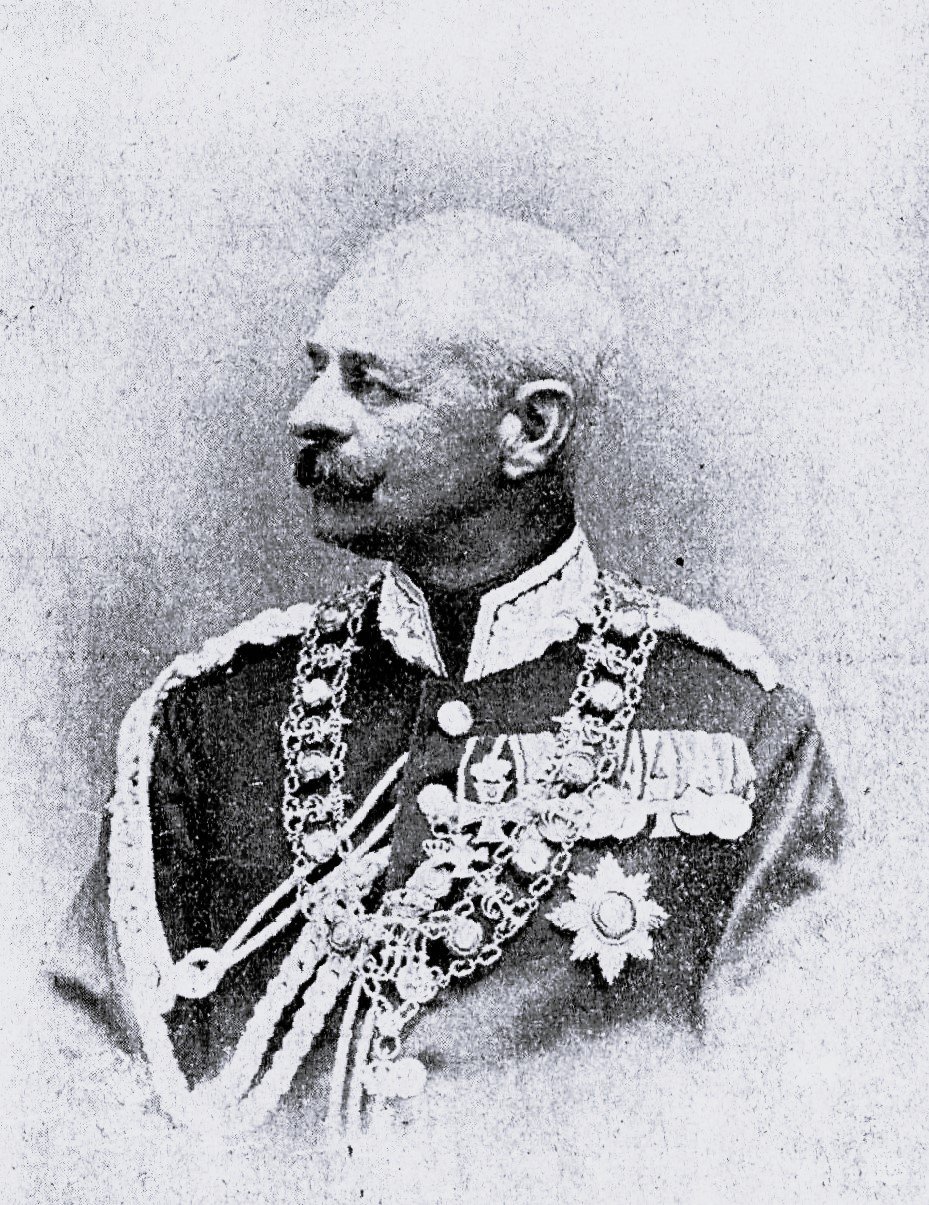
Duitsland stond bekend om de hoeveelheid van koningen en hertogen. Frederik Augustus van het groothertogdom Oldenburg was een van hen. In 1918 werd in heel Duitsland de monarchie opgeheven. Als land bestond Oldenburg nog in de Weimarrepubliek, in 1946 werd het een deel van Nedersaksen.

Al in het Heilige Roomse Rijk hadden de vorstendommen veel macht, terwijl de macht van de keizer (oorspronkelijk: koning) uiteindelijk afhing van zijn macht als vorst. De keizerlijke titel was niet erfelijk, maar gedurende een lange periode, tot aan het eind van het rijk in 1806, was de keizer bijna altijd de erfgenaam van de Oostenrijkse Habsburgers. Een andere belangrijke vorst was de koning van Pruisen. Zeven vorsten hadden als keurvorsten bijzondere rechten, vooral het recht om de keizer te kiezen.
In 1815 werd de Duitse Bond opgericht. De Duitse Bond verving het in 1806, door Napoleon, opgeheven Heilige Roomse Rijk. Deze statenbond was bedoeld om een revolutie in Duitsland te voorkomen en aanvallen van buiten af te weren. De macht lag nog steeds bij de lidstaten. Wel moesten ze zich aan de besluiten van de Bond houden.
In 1867, na de Pruisisch-Oostenrijkse Oorlog, stichtte Pruisen een federale staat, de Noord-Duitse Bond, die in 1871 tot het Duitse Keizerrijk werd uitgebreid. Oostenrijk werd uitgesloten van het keizerrijk, waarmee Pruisen, dat ruim twee derde van het overige Duitse grondgebied besloeg, de machtigste staat binnen het keizerrijk werd. De deelstaten, Bundesstaaten geheten, hadden via de Bundesrat een beslissende invloed op de federale politiek. In de praktijk had echter bijna uitsluitend Pruisen iets te zeggen, de Pruisische koning was automatisch de Duitse keizer en benoemde de rijkskanselier.
Het Reichsland Elsaß-Lothringen ontstond na 1871 uit gebieden die Frankrijk werden afgenomen. Reichsland betekende toen dat het door de rijksregering werd bestuurd. Pas in 1911 kreeg Elzas-Lotharingen een eigen landdag. In november 1918 bepaalde de wapenstilstand tussen Duitsland en Frankrijk dat het gebied terug naar Frankrijk ging.
Ook in de Weimarrepubliek (sinds 1919) bestonden er Länder die nu voor het eerst deze naam kregen. Hun macht was echter geringer dan in het keizerrijk. De kleine deelstaten op het gebied van Thüringen sloten zich in 1920 samen tot de deelstaat Thüringen, en kleinere deelstaten werden deel van Pruisen.
In de tijd van het nationaalsocialisme (1933-1945) bestonden de deelstaten nog wel, maar ze werden onder rijkscommissarissen geplaatst en hadden verder geen betekenis. Naast de deelstaten kregen de Gaue van de nationaalsocialistische partij (vanaf 1939 ook officiële gebiedseenheden) meer en meer gewicht. De misschien belangrijkste territoriale verandering in het NS-tijdperk, die ook ná 1945 in kracht bleef, was verbonden aan de wet Groot-Hamburg. Niet alleen werden Pruisische steden deel van Hamburg maar verloor Lübeck zijn status als deelstaat en werden kleine gebieden van Oldenburg deel van Pruisen.

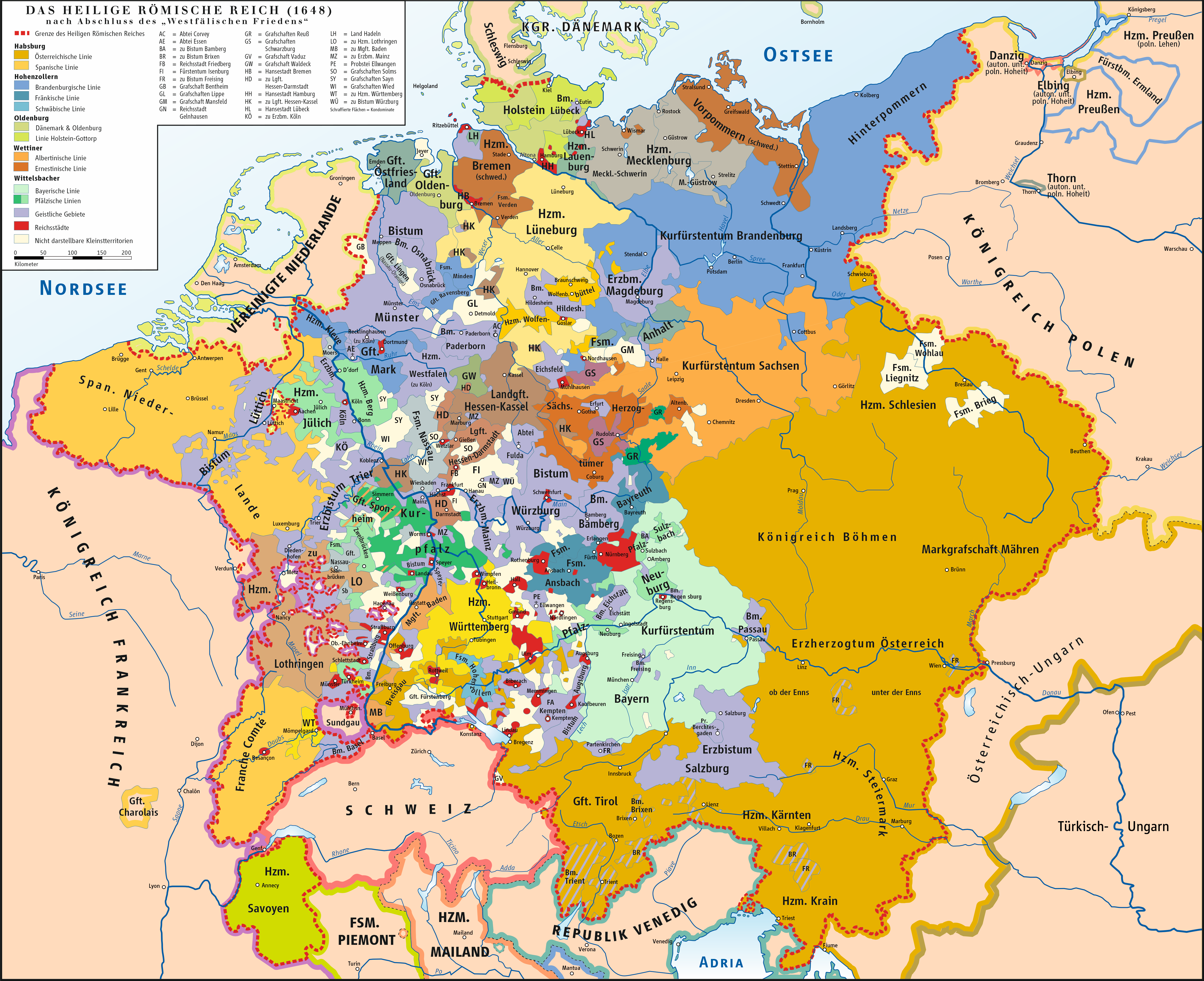
Heilige Roomse Rijk in 1648
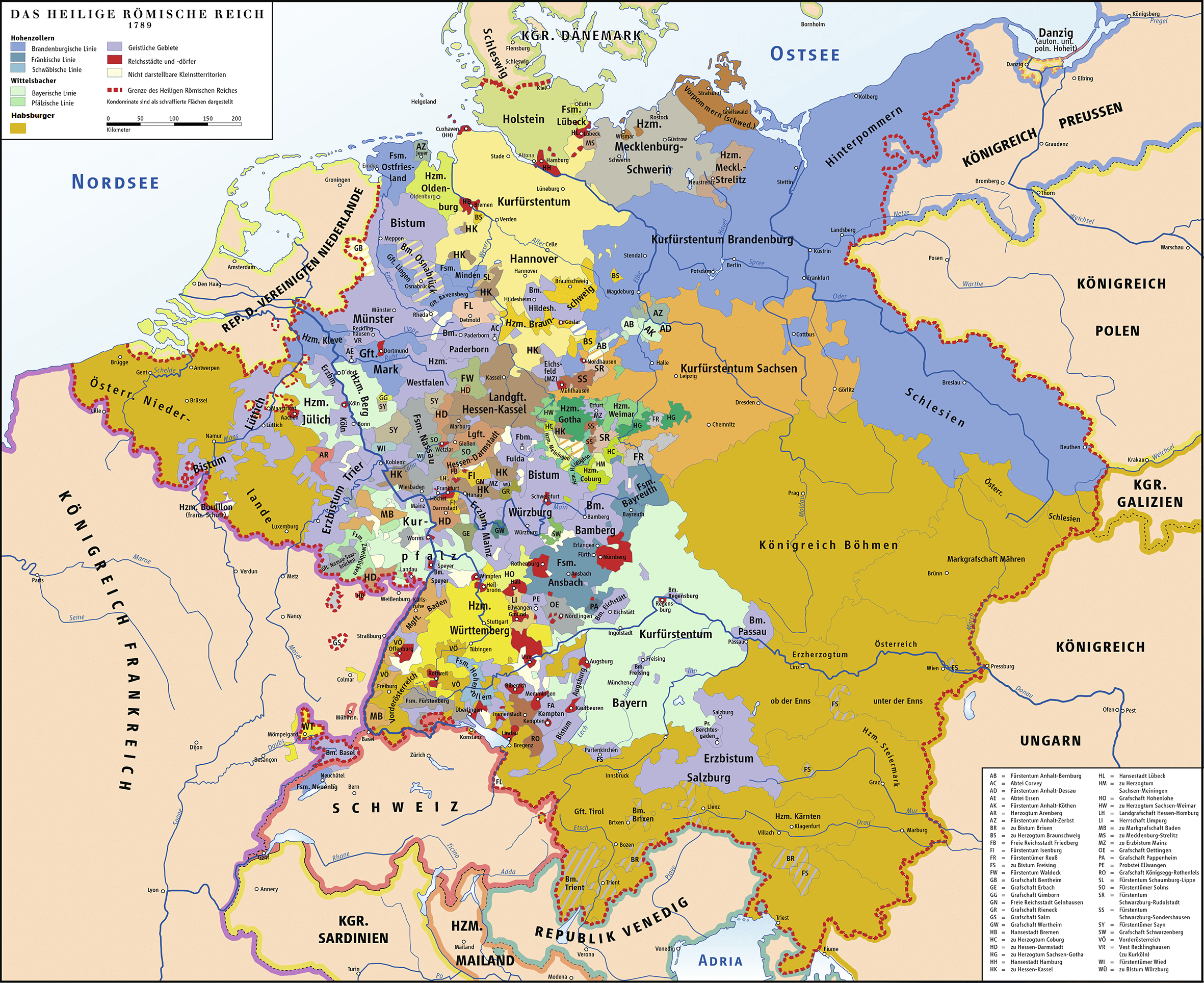
Heilige Roomse Rijk in 1789
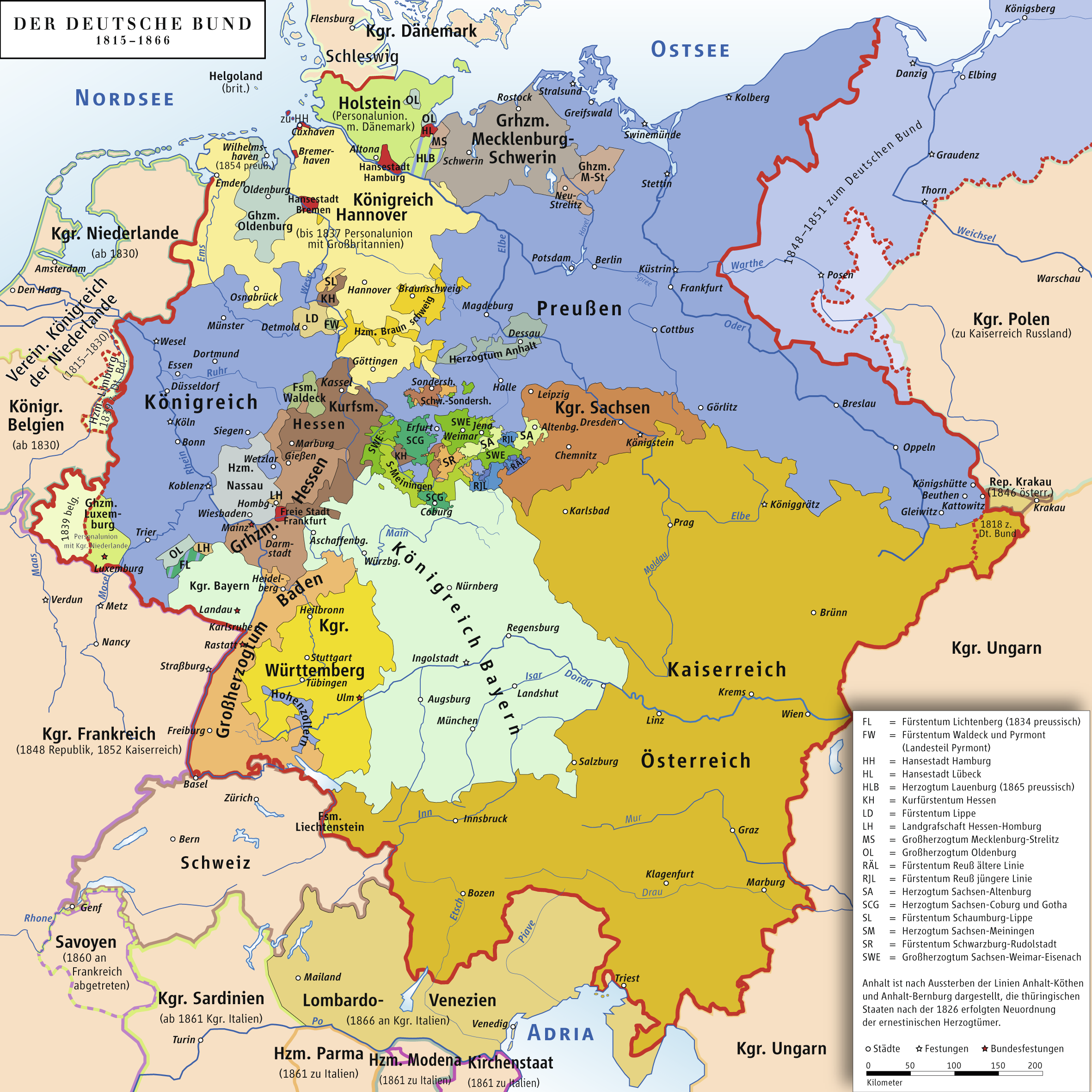
Duitse Bond 1815-1866
Duitse Keizerrijk 1871-1918
Weimarrepubliek 1919-1933
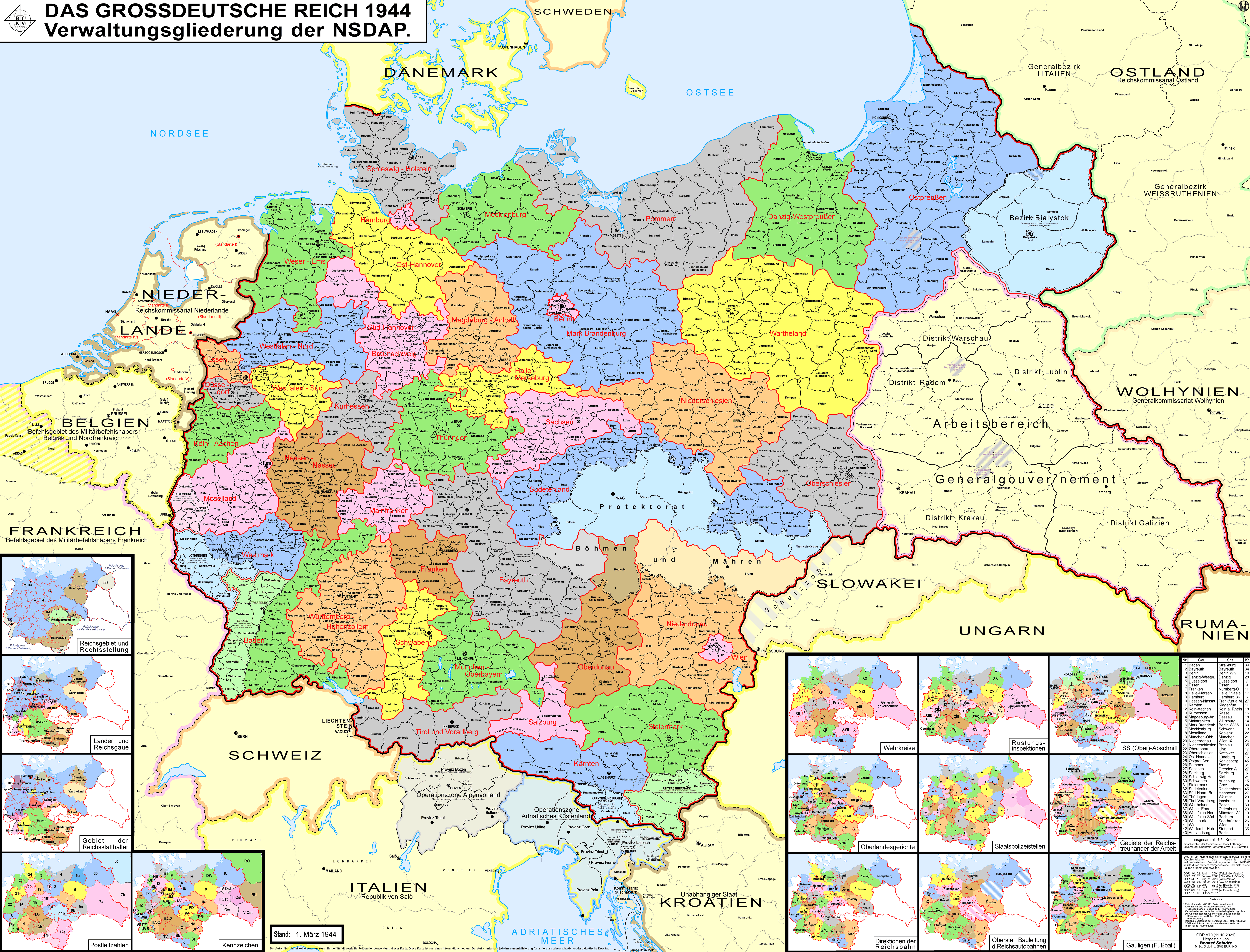
Nazi-Duitsland met gouwen

### Ontwikkeling in de Bondsrepubliek
De huidige Duitse deelstaten zijn na de Tweede Wereldoorlog (weer) opgericht. Op het grondgebied van Pruisen ontstonden nieuwe deelstaten, zoals Noordrijn-Westfalen (1946). In 1947 werd Pruisen officieel door de geallieerden ontbonden.
Afgevaardigden van de deelstaatsparlementen vormden in 1948/1949 de Parlementaire Raad, die een nieuwe grondwet uitwerkte. De Bondsrepubliek Duitsland (sinds september 1949) is volgens art. 20 ein demokratischer und sozialer Bundesstaat (een democratische en sociale federale staat); deze beginselen (en de grondrechten) kunnen volgens art. 79 niet worden afgeschaft.
De deelstaten Baden, Württemberg-Baden en Württemberg-Hohenzollern werden in 1952 via een plebisciet de deelstaat Baden-Württemberg. In 1957 kwam Saarland bij de Bondsrepubliek nadat de bevolking in 1955 in een plebisciet zich tegen een Europese status had uitgesproken.
Van tijd tot tijd verschijnen in de pers plannen over een herindeling, bijvoorbeeld een bijeenvoegen van de noordwestelijke deelstaten. Omdat de inwoners van kleine deelstaten hun zelfstandigheid koesteren (en daarom in een plebisciet nee zouden zeggen) zijn veranderingen zeer onwaarschijnlijk.
In 1975 stemden de inwoners van Oldenburg en Schaumburg-Lippe voor de onafhankelijkheid van hun deelstaat Nedersaksen. De Bondsdag volgde hen echter niet, en het constitutionele gerechtshof gaf hem gelijk: Het is het doel van art. 29 grondwet dat sterkere, niet zwakkere deelstaten ontstaan.

Bezettingszones vanaf 1945 en deelstaten
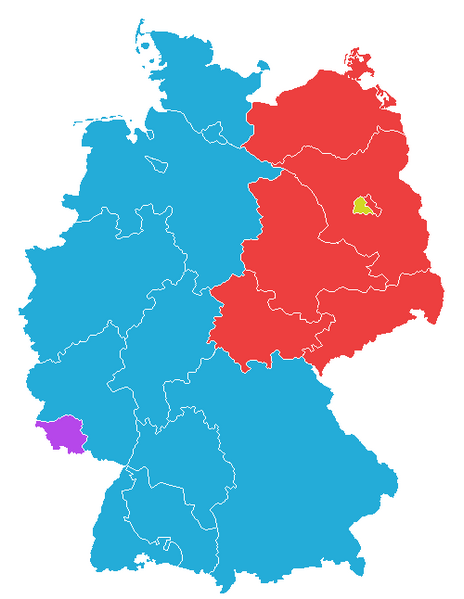
Deelstaten in 1949
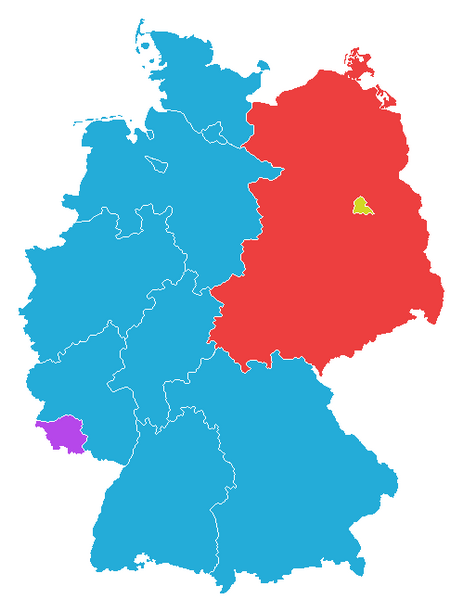
Deelstaten in 1952
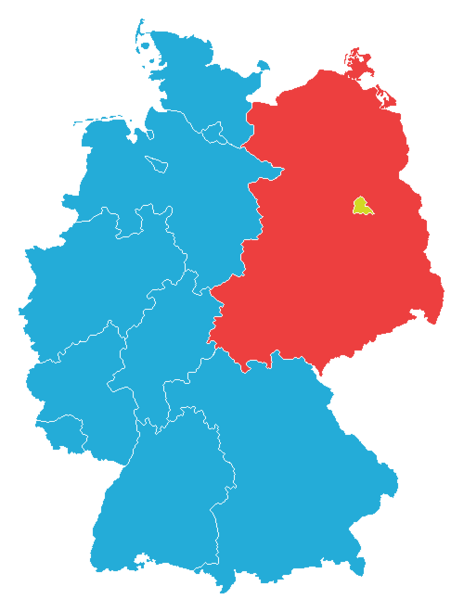
Deelstaten in 1957
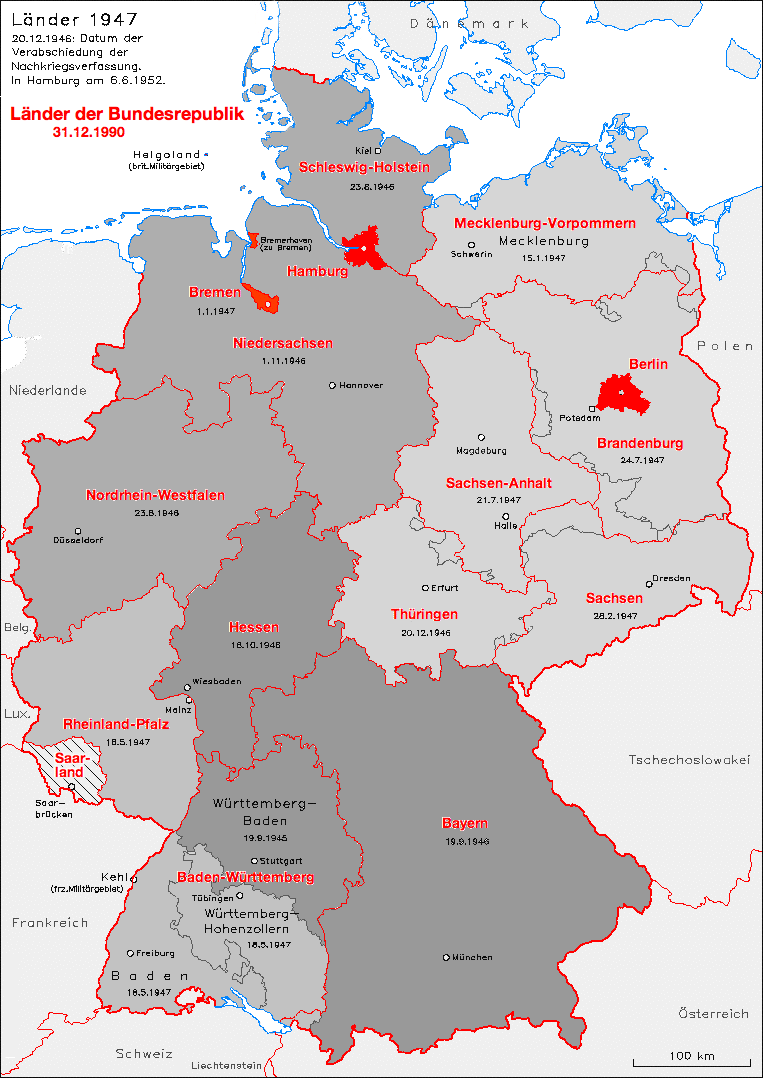
Vergelijking deelstaten 1947 en sinds 1990

### DDR en Berlijn

Viersektorenstadt Berlijn, 1945-1990

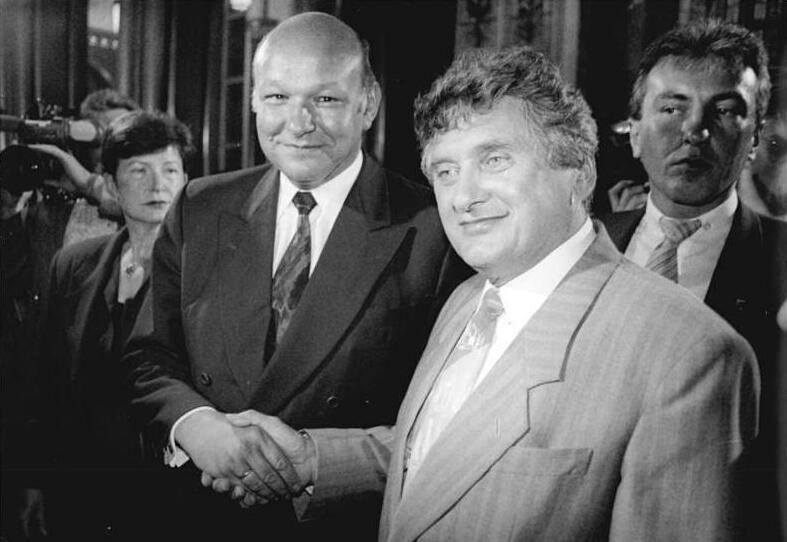
Twee sociaaldemocratische burgemeesters van Berlijn, 1990: Walter Momper (West-Berlijn, links) en Tino Schwierzina, later de eerste democratisch verkozen burgemeester van Oost-Berlijn.

In de DDR bestonden er een aantal jaren ook deelstaten: Saksen, Thüringen, Brandenburg, Saksen-Anhalt en Mecklenburg. Deze werden echter vanaf 1952 vervangen door 14 Bezirke. De Länderkammer, de parlementskamer voor de deelstaten, werd sindsdien door de Bezirke gekozen. In 1958 werd deze kamer afgeschaft. In juli 1990, tijdens de Duitse hereniging, werden op het grondgebied van de DDR weer de oude deelstaten hersteld; sinds 3 oktober maken ze deel van de Bondsrepubliek uit.
Berlijn had tijdens de deling van Duitsland een aparte status; het lag op het grondgebied van de Sovjetzone, maar moest volgens de afspraken door de vier geallieerde machten worden bestuurd. In feite werd Berlijn evenals Duitsland gedeeld. De drie westerse sectoren vormden een politieke eenheid (West-Berlijn) die officieel niet bij de Bondsrepubliek hoorde, maar toch vrijwillig alle West-Duitse wetten overnam. West-Berlijn werd daardoor wel als een soort deelstaat van de Bondsrepubliek gezien. Oost-Berlijn werd, tegen de geallieerde afspraken in, als een van de Bezirke bij de DDR gevoegd.
Na de val van de muur in 1989 werden West-Berlijn en Oost-Berlijn in 1990 één deelstaat: de huidige Berlijnse deelstaat. Er is in 1995 vergeefs geprobeerd via een plebisciet Berlijn in de omringende nieuwe deelstaat Brandenburg te voegen. Sinds 1991 is Berlijn niet alleen weer één deelstaat, maar ook weer de Duitse hoofdstad — al duurde het tot 1999 en later voor de (meeste) federale organen in Berlijn zetelden.
De deelstaten die eerder tot de DDR behoorden worden neue Bundesländer (nieuwe deelstaten) genoemd. Ze verschillen van de oude deelstaten onder meer door de grote demografische uitdagingen en de sterke rol van de partij Die Linke in de parlementen. Mecklenburg-Voor-Pommeren bijvoorbeeld is de dunstbevolkte deelstaat. In 1990, bij toetreding tot de Bondsrepubliek, telde het nog een kleine twee miljoen inwoners. Twintig jaar later waren er nog maar 1,6 miljoen.

## Feiten

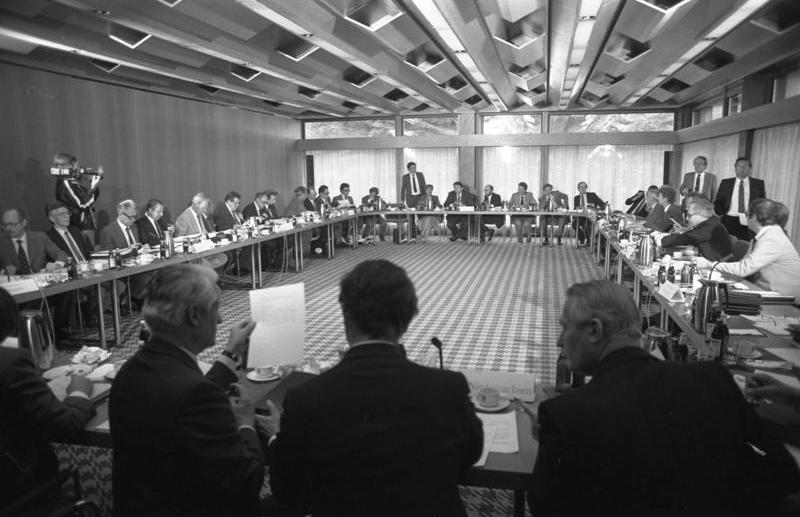
In 1981: De minister-presidenten ontmoeten elkaar in een conferentie in de Landesvertretung Hessen.

- Soms benoemt een deelstaat een minister voor zaken van de Bondsraad (Bundesratsangelegenheiten), dan vaak samen voor Europese zaken en ook nog andere onderwerpen. Tot 1969 deed de Bond dat ook.
- Een deelstaat heeft een Landesvertretung in de federale hoofdstad Berlijn. Dit is een soort ambassade; de Landesvertretungen staan dan ook in de traditie van de voormalige ambassades van Duitse staten in de Pruisische hoofdstad Berlijn. De 15 Landesvertretungen (de deelstaat Berlijn heeft daarvoor een afdeling in zijn stadhuis) vertegenwoordigen hun land in de Bondsdag en de Bondsregering, geven deelstaatpolitici en -ambtenaren een werkplaats en onderdak, en ze presenteren hun land in tentoonstellingen en evenementen.
- De grondwet van Noordrijn-Westfalen van 1950 kent geen lijst van grondrechten. De grondrechten van de federale grondwet moeten voldoende zijn.
- Nedersaksen deed het tot 1993 met een voorlopige grondwet van 1951.
- De grondwet van Hessen (art. 21.1) uit het jaar 1946 bepaalde tot oktober 2018 dat de doodstraf alleen voor bijzonder zware misdaden mag worden toegepast. De federale grondwet van 1949 heeft de doodstraf echter afgeschaft, en het Duitse strafwetboek kent deze straf niet meer.
- Voor de herdenkingsmunten van € 2 heeft Duitsland uit elke deelstaat één motief gekozen.
- Bijna alle ministers-presidenten waren lid van de CDU (of CSU in Beieren) of van de SPD. Uitzonderingen waren alleen Reinhold Maier (liberale FDP), de minister-president van Württemberg-Baden (1949-1952) en vervolgens Baden-Württemberg (1952-1953); Heinrich Hellwege (conservatieve DP), de minister-president van Nedersaksen (1955-1959); Winfried Kretschmann (Bündnis 90/Die Grünen), minister-president van Baden-Württemberg (sinds mei 2011); Bodo Ramelow (die Linke), minister-president van Thüringen (sinds december 2014).
- Sleeswijk-Holstein, Brandenburg en Saksen zijn de enige deelstaten met nationale minderheden: in het noorden zijn het Denen, in Saksen en Brandenburg Sorben. De Denen hebben zelfs een eigen partij, de SSW, die niet de kiesdrempel van vijf procent hoeft te halen om in het deelstaatparlement vertegenwoordigd te zijn.
- Mecklenburg-Voor-Pommeren heeft sinds 2004 een Seilbahngesetz, dat onder meer de toezicht op kabelbanen regelt. De wet wordt soms als voorbeeld van onzinnige EU-richtlijnen gezien, omdat er geen kabelbanen in deze deelstaat zijn (de hoogste berg is 179 m). Anderen zeggen dat het raar van het Duitse federalisme is dat de veiligheid van vervoersmiddelen niet federaal geregeld is. Het parlement van de deelstaat weigerde in het begin maar besloot de wet toch in te voeren na een dreiging met een EU-boete en kopieerde de Beierse wet. In 2003 was er in het kader van een tuinbouw-tentoonstelling tijdelijk een kabelbaan.

### Records
- Grootste deelstaat (qua oppervlak): Beieren met 70.552 km²
- Grootste deelstaat (qua inwoneraantal): Noordrijn-Westfalen met ruim 18 miljoen inwoners
- Kleinste deelstaat (qua oppervlak): Bremen met 404 km²
- Kleinste deelstaat (qua inwoneraantal): Bremen met ruim 660.000 inwoners
- Deelstaat met hoogste bevolkingsdichtheid: Berlijn (3807 inw./km²)
- Deelstaat met laagste bevolkingsdichtheid: Mecklenburg-Voor-Pommeren (74 inw./km²)
- Noordelijkste deelstaat: Sleeswijk-Holstein
- Oostelijkste deelstaat: Saksen
- Zuidelijkste deelstaat: Beieren
- Westelijkste deelstaat: Noordrijn-Westfalen
- Het hoogst gelegen punt van Duitsland is met 2962 meter de Zugspitze in Beieren
- Het laagst gelegen natuurlijke punt van Duitsland ligt met 3,54 meter onder NN in de Wilstermarsch bij Neuendorf-Sachsenbande in Sleeswijk-Holstein
- Het laagst gelegen bovengrondse punt van Duitsland ligt met 299 meter onder NN in de bruinkoolmijn Hambach in Noordrijn-Westfalen